# Stoppila Sunzu
Stoppila Sunzu (Chingola, 22 juni 1989) is een Zambiaans voetballer die bij voorkeur als centrale verdediger speelt. Hij wordt tijdens het seizoen 2015/16 door Shanghai Greenland Shenhua verhuurd aan Lille OSC. In 2008 debuteerde Sunzu voor Zambia.

## Clubcarrière
Sunzu speelde in Zambia voor Konkola Blades, Afrisports FC en Zanaco FC. Gedurende het seizoen 2008/09 werd hij uitgeleend aan LB Châteauroux. In 2010 maakte de centrumverdediger de overstap naar TP Mazembe. In januari 2014 trok hij samen met ploegmaat Nathan Sinkala naar FC Sochaux. Op 11 januari 2014 debuteerde hij in de Ligue 1 in het Stade de Gerland tegen Olympique Lyon. Op 1 februari 2014 maakte Sunzu zijn eerste doelpunt in de Ligue 1 tegen FC Nantes. In zeventien competitiewedstrijden maakte hij vier doelpunten voor Sochaux, waarmee hij echter niet kon voorkomen dat de club degradeerde. Het seizoen erop speelde de Zambiaans international tien competitieduels voor Sochaux in de Ligue 2. In januari 2015 werd hij voor drie miljoen euro verkocht aan Shanghai Shenhua. Gedurende het seizoen 2015/16 wordt Sunzu verhuurd aan Lille OSC.

## Interlandcarrière
Sunzu debuteerde in 2008 voor Zambia in een kwalificatiewedstrijd voor de African Championship of Nations 2009 tegen Botswana. In 2012 won hij met Zambia de Afrika Cup 2012. In de finale werd Ivoorkust verslagen na strafschoppen. Sunzu schoot in de strafschoppenreeks Zambia naar toernooiwinst.